# Professional Bull Riders
A PBR (Professional Bull Riders) é uma empresa norte-americana que promove competições internacionais de montaria em touros (rodeio). Com sede em Fort Worth, no Texas, nos Estados Unidos, foi fundada em 1992 e atualmente conta com aproximadamente 800 caubóis dos Estados Unidos, Canadá, Brasil, Austrália e México, sendo considerado o circuito de rodeio mais rico e importante do mundo.
A PBR também é responsável por organizar a "Copa do Mundo de Montaria em Touro", também conhecida como Copa do Mundo de Rodeio. Uma disputa entre 5 times formados pelos melhores cowboys dos 5 países que fazem parte da PBR. A edição de 2009 foi a primeira disputada no Brasil, em Barretos, com uma emocionante vitória americana no último dia de competição, na considerada mais emocionante e acirrada disputa em mais de 16 anos.
Além do troféu de Campeão Mundial, a PBR tem alguns prêmios secundários, entregues anualmente, que levam nomes de peões que foram feridos fatalmente durante alguma competição. Os prêmios são:
- "Glen Keeley Award" - prêmio ao cavaleiro de touro canadense que ganhou mais dinheiro na temporada.
- "Lane Frost / Brent Thurman Award" - prêmio ao peão com a mais alta pontuação individual de uma única montaria na Final Mundial.
- "PBR Rookie of the Year" - prêmio ao peão novato (primeiro ano de competição PBR) que tenha ganho mais dinheiro naquela temporada. Antes de 2003, o prêmio era baseado em pontos, ao invez de ganhos em dinheiro.
- "The Stock Contractor of the Year" - prêmio ao contratante de ações que forneceu os melhores touros para PBR eventos. Este prêmio é concedido com base em uma votação entre os peões.

Em 2009, a PBR e o Canal Rural anunciaram uma joint venture para a criação da PBR Brasil, com o objetivo de replicar, no Brasil, o mesmo modelo de eventos realizados nos Estados Unidos e outros países. Cada um dos sócios tem 50% de participação.
Vale lembrar, que a final do Campeonato Nacional da PBR, ocorre na Festa do Peão de Barretos, que tradicionalmente acontece todo ano no Brasil, nos meados de agosto.

## Campeões
- 1994 -  Brasil - Adriano Moraes
- 1995 -  Estados Unidos - Richard Tuff Hedeman
- 1996 -  Estados Unidos - Owen Washburn
- 1997 -  Estados Unidos - Michael Gaffney
- 1998 -  Austrália - Troy Dunn
- 1999 -  Estados Unidos - Cody Hart
- 2000 -  Estados Unidos - Chris Shivers
- 2001 -  Brasil - Adriano Moraes
- 2002 -  Brasil - Ednei de Souza Caminhas
- 2003 -  Estados Unidos - Chris Shivers
- 2004 -  Estados Unidos - Mike Lee
- 2005 -  Estados Unidos - Justin Travis McBride
- 2006 -  Brasil - Adriano Moraes
- 2007 -  Estados Unidos - Justin Travis McBride
- 2008 -  Brasil - Guilherme Antônio Marchi
- 2009 -  Estados Unidos - Kody Lostroh
- 2010 -  Brasil - Renato Nunes Rosa
- 2011 -  Brasil - Silvano Alves de Almeida Goes
- 2012 -  Brasil - Silvano Alves de Almeida Goes
- 2013 -  Estados Unidos - James Burton Mauney
- 2014 -  Brasil - Silvano Alves de Almeida Goes
- 2015 -  Estados Unidos - James Burton Mauney
- 2016 -  Estados Unidos - Cooper Davis
- 2017 -  Estados Unidos - Jess Lockwood
- 2018 -  Brasil - Kaique Pacheco
- 2019 -  Estados Unidos - Jess Lockwood
- 2020 -  Brasil - José Vitor Leme
- 2021 -  Brasil - José Vitor Leme
- 2022 -  Estados Unidos - Daylon Swearingen
- 2023 -  Brasil - Rafael José de Brito
- 2024 -  Brasil - Cássio Dias Barbosa
- 2025 -  Brasil - José Vitor Leme